# Аджоа Андо
Аджоа Албум Гелен Андо (англ. Adjoa Aiboom Helen Andoh; нар. 14 січня 1963, Кліфтон, Англія) — британська акторка. Виконувала головні ролі в Королівській шекспірівській трупі, Королівському національному театрі, Театрі Королівський двір та театрі Алмейда. На телебаченні з'явилася у серіалі «Доктор Хто» в ролі Франсін Джонс, 90 епізодах медичної драми BBC «Катастрофа» та мильній опері «Жителі Іст-Енду» на BBC. Дебютувала в Голлівуді восени 2009 року, зігравши головну роль керівника апарату Нельсона Мандели Бренду Мазібуко з Морганом Фріменом у ролі Мандели в драматичному фільмі Клінта Іствуда «Непідкорений». З 2020 року виконувала роль леді Денбері в серіалі Netflix «Бріджертони». У липні 2022 року стала почесною членкинею Королівського літературного товариства.

## Молодість й освіта
Народилася в Кліфтоні, Бристоль. Її мама, вчителька, була англійкою, а батько був журналістом і музикантом з Гани. У неї є брат. Андо виросла у Вікварі в графстві Глостершир, куди її родина переїхала після того, як батько влаштувався на роботу в British Aerospace. Навчалася в школі Кетрін Леді Берклі, а потім вивчати право в Бристольському політехнічному університеті, але за два роки залишила його, щоб опанувати акторську майстерність.

## Кар'єра

### Фільми
У фільмі з'явилася у підлітковій драмі Ноеля Кларка «Повноліття» 2008 року та його продовженні «Братство» 2016 року як мати персонажа Кларка, Сема Піла. Вона зіграла начальника штабу Бренду Мазібуко Нельсона Мандели, у виконанні Моргана Фрімена, в драмі Клінта Іствуда «Непідкорений» 2009 року.

### Телебачення
Серед її телевізійних робіт: «Катастрофа» (роль Колетт Гріффітс з 2000 до 2003 рік), «Джонатан Крік», «Мешканці Іст-Енду» (у якому зіграла джазову співачку Карен, квартирантку Рейчел Комінскі 1991 року), зіграла лікарку в серіалі 1992 року «В очікуванні Бога» і «Люди завтрашнього дня» (у ролі Аманди Джеймс).
Кілька разів з'являлася у «Докторі Хто»: 2006 року як сестра Джетт серії «Нова Земля» та як медсестра Альбертіна в аудіодрамі «Рік свині». У третьому сезоні 2007 року зіграла Франсін Джонс, мати Марти Джонс (Фріма Аджимен) в епізодах: «Сміт і Джонс», «Експеримент Лазаруса», «42», «Барабанний бій» й «Останній володар часу». Вона повторила роль в останніх серіях сезону («Вкрадена Земля» і «Кінець мандрівки»). Знялася як голова MI9 у трьох сезонах британського телесеріалу «Секретні агенти». В американському телевізійному драматичному серіалі «Бріджертони» виконувала роль леді Денбері. Зіграла гостьову роль у другому сезоні польсько-американського телесеріалу «Відьмак» (2021). У квітні 2023 року вийшов документальний серіал ITV про британську королівську родину «The Real Crown: Inside the House of Windsor», у якому Андо була оповідачем.
2021 року повідомлялося, що Андо працює з продюсеркою «Бріджертонів» Джулі Енн Робінсон над версією роману Ванесси Райлі «Королева острова» для телебачення.

### Радіо / Аудіо
Озвучила понад 150 аудіокниг. Перебувала в Radio Drama Company BBC. Озвучила книгу серії детективних романів Александра Макколла Сміта «Жіноче детективне агентство № 1» і трилогії Енн Лекі «Імперська серія Радч» (хоча не всі американські видання), а також дитячі книжки Джулії Джарман. Разом з Беном Онвукве записала аудіокниги роману Ннеді Окорафор «Лагуна» та «Америка» Чімаманди Нґозі Адічі. 2017 року записала «Владу» Наомі Олдерман, улюблену книгу колишнього президента Барака Обами.
Брала участь у науково-фантастичному радіосеріалі «Планета Б» на BBC Radio 7. 2004 року отримала роль у відеогрі «Fable». 2017 року озвучила військового командира Сону у відеогрі «Horizon Zero Dawn». 2020 року оголосили, що Андо буде завідувати записом «Чотири негритянки Ніни Сімон» Летті Прешіс в рамках аудіопроєкту «Written on the Waves».
Penguin Random House відзначив титулом «Королеви аудіо- та радіодрам» за її велику роботу в медіа.

### Театр
Андо багато працював у театрі. Серед її акторських виступів — «Його темні матеріали», «Всяке трапляється» та «Трагедія месника» в Королівському національному театрі; «Трамвай „Бажання“» (Національна театральна студія); «Троїл і Крессида», «Юлій Цезар», «Тамерлан» й «Одіссея» (Королівська шекспірівська трупа); «Sugar Mummies» і «Breath Boom» (Театр Королівський двір); «Річард II» (Глобус); «Небезпечні зв'язки» (Donmar Warehouse); «Великі сподівання» (Бристоль Олд Вік); «Криваве весілля» (Алмейда); «Ночі у цирку», «Диспут» і «Перикл» (Lyric Theatre); «Юлій Цезар» (Міст); «Чистилище» (Аркола); «Монологи вагіни» (Criterion); «Starstruck» (Трицикл) і «У червоній та коричневій воді» (Янг-Вік).
2019 року спільно з Лінет Лінтон поставила «Річарда II» у Шекспірівському «Глобусі». Це була перша постановка п'єси у Великій Британії, в якій акторський склад повністю складали кольорові жінки. Його високо оцінили театральні критики. 2023 року Андо поставила та зіграла головну роль у виставі «Річард III» у Liverpool Playhouse та Rose Theatre Kingston. Вона була єдиною чорношкірою акторкою в акторському складі.

## Інше
Членкиня трупи Королівської шекспірівської компанії і театрі Буша.
Працювала в численних комітетах з надання нагород, зокрема Жіночої премії за драматургію (2020), першої премії BAME для письменників-фантастів Голланча (2020), нагороди Королівського товариства літератури (2021), премії Сьюзен Сміт Блекберн (2021—2022) і була членом журі Букерівської премії (2023).
Була суддею на премії Карлтона Гоббса і стипендії Нормана Бітона. Співзасновниця премії «Future Worlds» для кольорових письменників-фантастів. 2023 року була ведучою заходу на фестивалі «Black to the Future» у Лондоні.

### Вшанування
Викладає у Королівській академії мистецтв і коледжі Роуз Бруфорд. 2021 року стала почесним співробітником коледжу Роуз Бруфорд.
2021 року стала почесним членом Британської шекспірівської асоціації. Того ж року призначена Кемероном Макінтошем заїжджим професором сучасного театру в коледжі Св. Катерини Оксфордського університету. 2022 року її обрали до Королівського літературного товариства.

## Особисте життя
1994 року познайомилася зі своїм чоловіком Говардом Каннеллом, коли він очолив книгарню в Battersea Arts Center, де розташовувався офіс театральної компанії Андо Wild Iris. З кінця 1995 року вони були разом, а 2001 року одружилися. У пари народилося двоє дітей (1996 і 1997 років народження). Андо також має доньку від попередніх стосунків (1985/86 р.н.). Каннелл працював лектором, письменником, інструктором з підводного плавання та рятувальником. З 2022 року пара живе в Сассексі, а до того в Брікстоні.
У жовтні 2009 року стала служителькою-мирянинкою Англіканської церкви у парафії Герн-Гілл.

### Активізм
2014 року виступила на TEDxBermuda про свій досвід батьківства дитини-транса. Андо відверто говорила про сексуальність і расизм.
З 2005 року вона є послом справедливої торгівлі.